# Zac Hughes
Zacari David „Zac“ Hughes (* 6. Juni 1971 in Bentley, Perth) ist ein ehemaliger australischer Fußballspieler.

## Karriere
Hughes wurde in Western Australia geboren, wuchs aber im englischen Rochdale auf und erfuhr dort auch seine Schulbildung, wobei er dabei für die jeweiligen Schulteams aktiv war und 1985 in die Schulauswahl von Rochdale berufen wurde. 1987 wurde er vom lokalen Viertligisten AFC Rochdale mit einem zweijährigen Ausbildungsvertrag („YTS“) ausgestattet. Bereits im September 1987 kam Hughes durch den Ausfall des etatmäßigen Innenverteidigers John Bramhall erstmals im Profiteam zum Einsatz, mit 16 Jahren und 104 Tagen wurde er damit zum jüngsten Pflichtspieldebütanten in Rochdales Vereinsgeschichte. Der Altersrekord wurde erst 2016 von Daniel Adshead unterboten, Hughes ist aber weiterhin (Stand: 2018) jüngster Ligadebütant des Klubs. 
Seinem Debüt am 19. September 1987 gegen Exeter City (Endstand 1:1), schlossen sich in den nächsten Monaten ein weiterer Ligaeinsatz und zwei Auftritte in der Football League Trophy an, alle als Teil der Startelf. Bei seinem einzigen Einsatz in der folgenden Saison 1988/89, im September im League Cup gegen den FC Burnley, verletzte sich Hughes schwer und musste sich drei Operationen unterziehen. Im August 1989 unterzeichnete er seinen ersten Profivertrag, seine Verletzungsprobleme blieben aber bestehen und auch in der Spielzeit 1989/90 konnte er nur an einer Partie mitwirken, ehe er erneut für lange Zeit ausfiel. Im April 1991 kam er nochmals zu einem Comeback in der Reservemannschaft, fortbestehende Verletzungsprobleme zwangen ihn aber schließlich 1992 zur Beendigung seiner Profilaufbahn.